# Petr Kovář
Petr Kovář (* 21. června 1950 Polička) je český architekt, výtvarník a vysokoškolský učitel.

## Život
Narodil se v roce 1950 v Poličce. Po absolvování gymnázia (SVVŠ) v Mladé Boleslavi (1965–68) studoval Fakultu architektury ČVUT (1968–72), studia ukončil na škole architektury AVU u prof. Františka Cubra (1972–75). Zde jej ve školním roce 1972–73 učil také Ladislav Žák, autor knihy Obytná krajina (1947), který na škole architektury AVU vyučoval krajinářskou architekturu. Setkání s tímto vizionářem ochrany krajiny ho ovlivnilo na celý život.
Po absolutoriu pracoval v letech 1975–1990 jako samostatný architekt na „volné noze“, autorsky spolupracoval s architekty Jiřím Borlem, Danielou Fenclovou, Jaroslavem Koskem,  nebo později Ivo Kramlem. Již v té době se přátelil s fotografem Jindřichem Štreitem, důležitý byl vzájemný vztah s nevlastním bratrem Ondřejem Šikem a vztah k rodičům, především k otci. Oženil se s Danielou Fenclovou, dcerou architekta Ferdinanda Fencla, se kterou má dvě dcery, Viktorii a Doru. Podruhé se oženil v roce 1991 (s Věrou Železnou, v kostele sv. Gabriela na pražském Smíchově je oddal Václav Malý), z tohoto manželství mají dceru Kláru.
Jeho celoživotním tématem byly sakrální stavby, soustavně se věnoval interiérové tvorbě, projektování stálých expozic muzeí a galerií. V roce 1982 navrhl ve spolupráci s Danielou Fenclovou v letech 1983–89 realizovanou rekonstrukci řadového obytného domu v Čechově ulici v Benešově na modlitebnu Církve československé Husitské jako solární dům s Trombeho stěnou a baterií kapalinových kolektorů pro ohřev TUV. Solární systém navrhl ing. Ogoun, nadšený propagátor solární techniky. Celý systém je dodnes funkční.
Petr Kovář spolupracoval se sobě blízkými výtvarníky, ať už v oblasti tvorby do architektury (Hugo Demartini, Stanislav Judl, Jasan Zoubek, Ivan Kafka, Kurt Gebauer, Karel Vostárek), nebo v rámci své volné tvorby (Jiří Sozanský, Ivan Bukovský, Zdeněk Beran, Oldřich Kulhánek, Luboš Janečka). Spolu s Jaroslavem Koskem připravili neoficiální výstavu Architekti, sochaři a malíři v Ústavu makromolekulární chemie v Praze na Petřinách (1981), výstava, která měla navazovat (připravovaná spolu s Marií Černou (Judlovou, později Klimešovou), Vladimírem Šlapetou, Kurtem Gebauerem, Ivanem Kafkou, Jiřím T. Kotalíkem a dalšími) Prostor, architektura, výtvarné umění, Ostrava 1983, byla těsně před otevřením zakázána.
Od konce 70. let se přátelí s Jiřím Sozanským a okruhem jeho přátel a spolupracovníků. Účastnil se několikaměsíčního pracovního sympózia v Malé pevnosti Terezín a navazující výstavy v roce 1980 tamtéž, která byla ihned po vernisáži uzavřena.

Po 17. listopadu 1989 pomáhal v Mánesu a později ve Špálově galerii v OF výtvarníků. Byl součástí týmu, který organizoval „výjezdy“ s aktuálními informacemi a materiály do venkovských regionů.

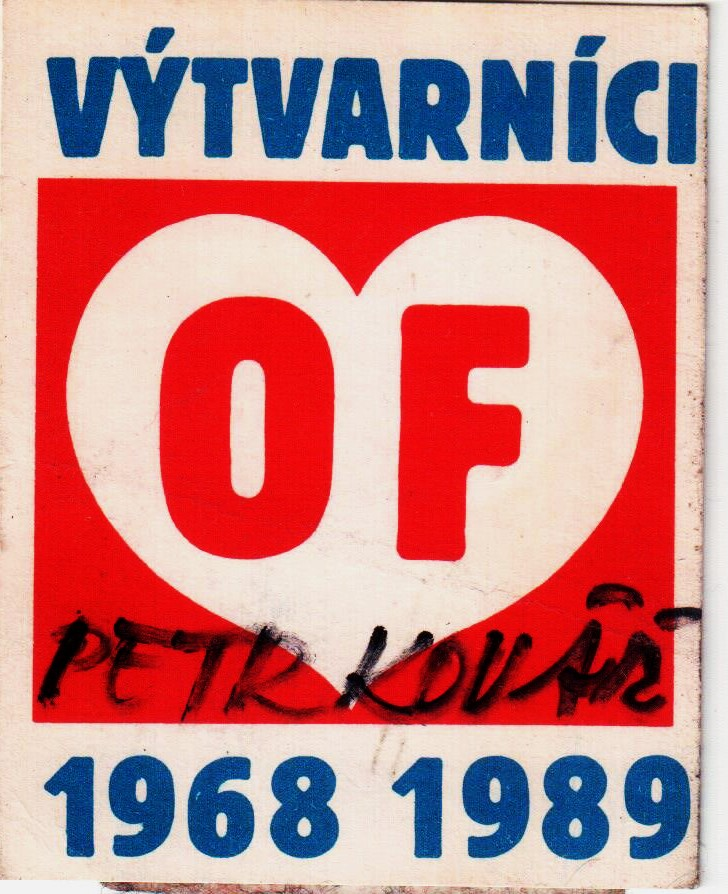
113x113bod

V roce 1990 se vrátil k architektuře, založil kancelář P.K. Architekt, v roce 1992 začala jeho dráha učitele architektury. Od tohoto roku do r. 1994 působil jako asistent prof. Emila Přikryla ve škole architektury na AVU, v roce 1995 přešel na Fakultu architektury na ČVUT, kde založil atelier V dialogu a posléze s kolegou Jaroslavem Koskem vyučoval v letech 1995–2015 Základy architektonického navrhování (ZAN). V roce 2007 na ČVUT také habilitoval soubornou prací Architektura, učitel a žák (teorie výuky Základů architektonického navrhování).

## Dílo

### Architektura

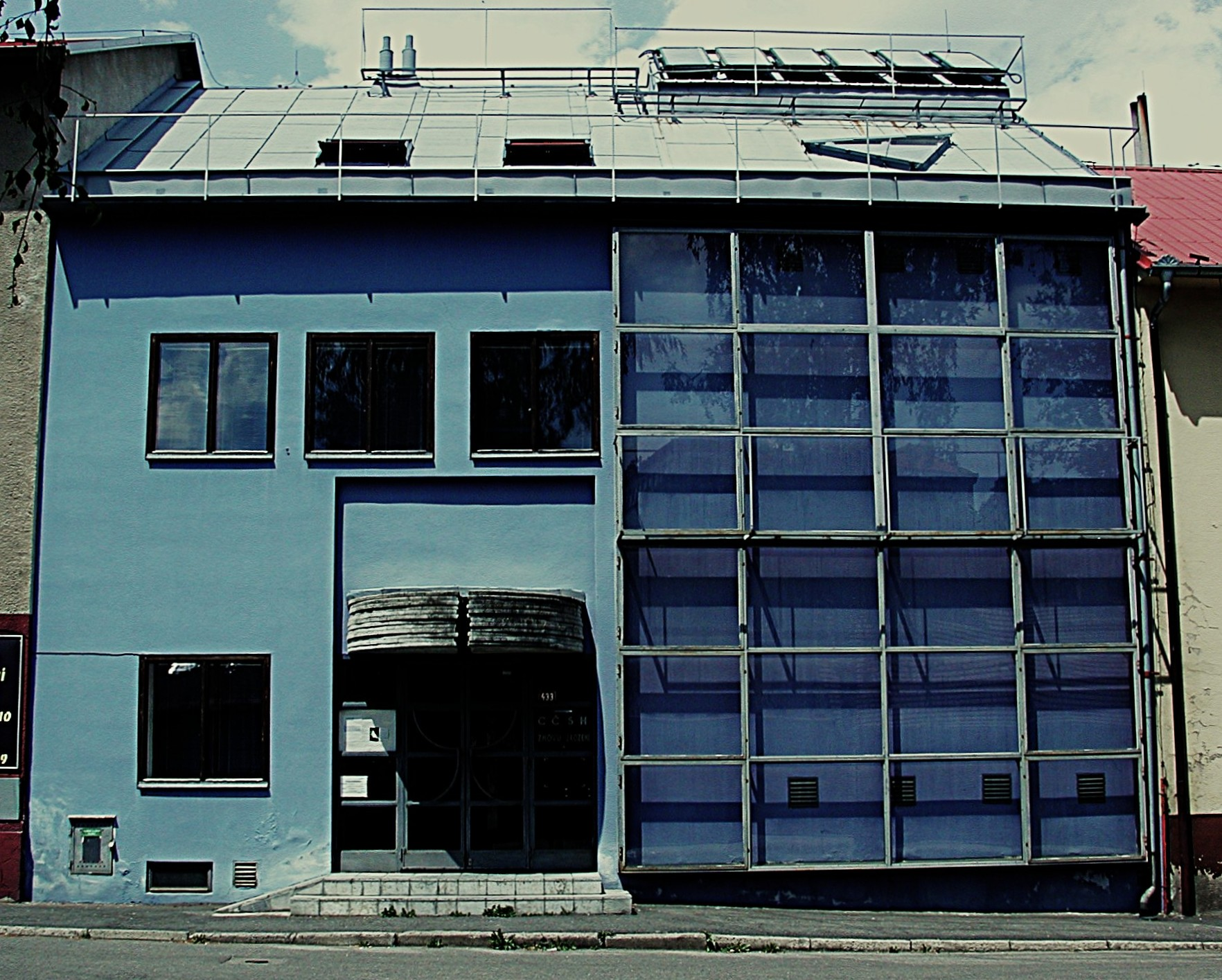
Sbor CČsH (solární kostel v barvě postní), pohled jižní, 1983–89 (spolupráce D. Fenclová, S. Judl, J. Zoubek)

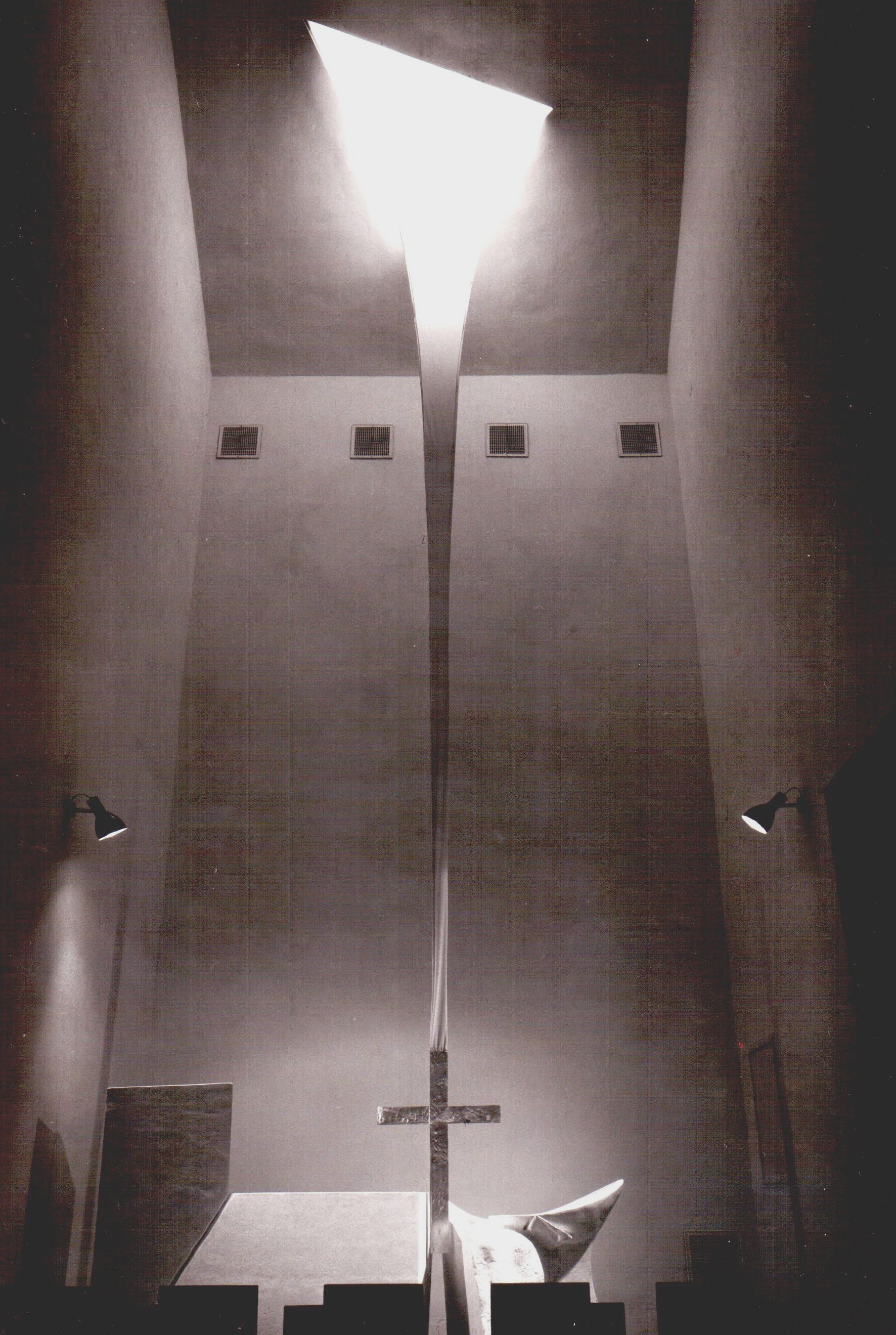
Sbor CČsH, kněžiště, výtvarné řešení S. Judl, 1989, (foto Ivan Luterer)

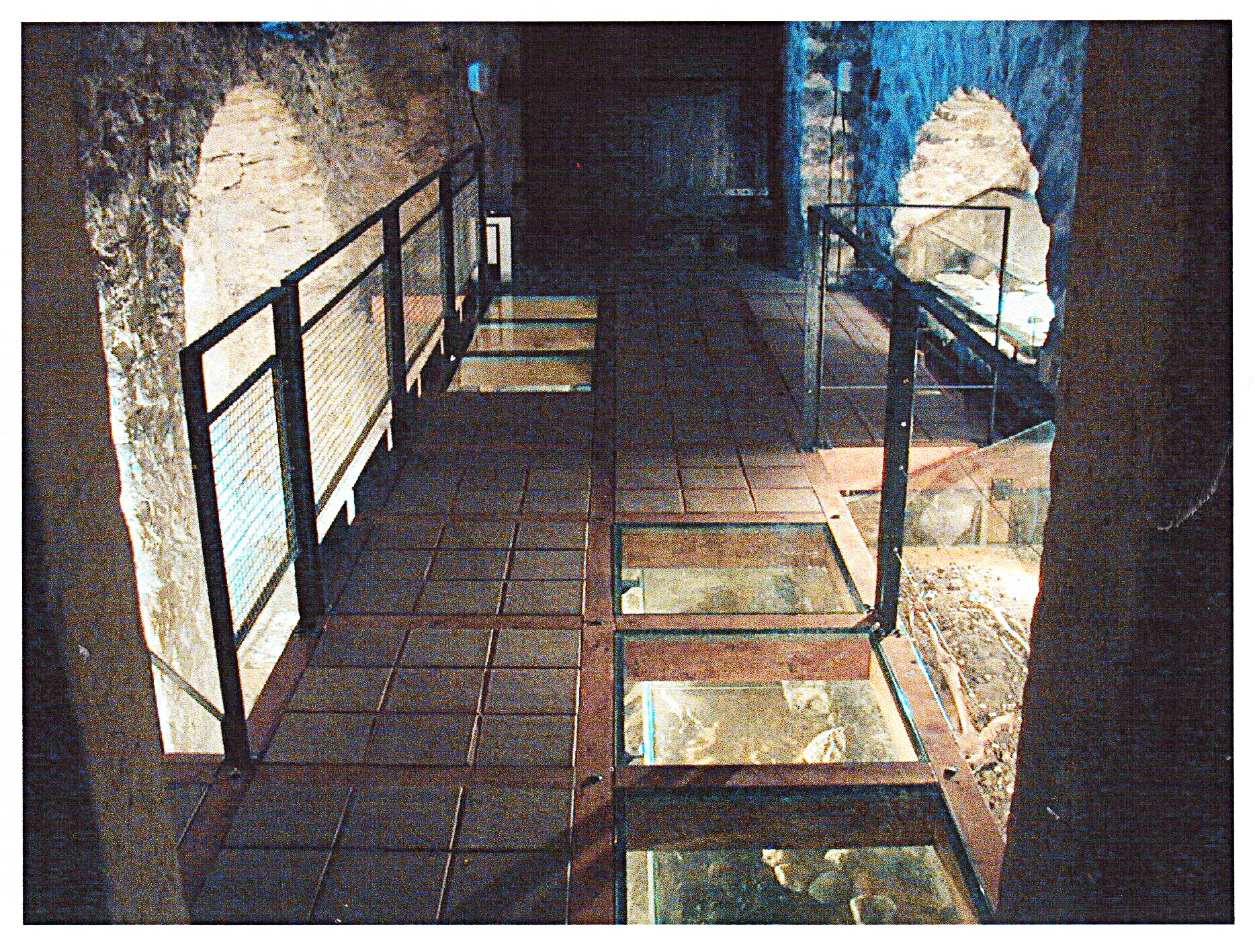
Templ Mladá Boleslav, expozice archeologie, 2000 (s arch. I. Kramlem)

- Hodiny, výstava v Uměleckoprůmyslovém Muzeu Praha, 1976
- Vývoj nábytku od gotiky po klasicismus (stálá expozice ze sbírek UPM Praha), zámek Duchcov, 1977–1978 (s D. Fenclovou)
- Spolupráce s Jiřím Sozanským, pietní objekty k příjezdovým komunikacím do Terezína, 1978–1980 (nerealizováno)
- Architektonická úprava vybraných míst na trase stoky K, Praha, 1981 (nerealizováno)
- Solární kostel barvy postní (sbor Církve československé husitské) v Benešově, 1982, realizace 1983–1989 (s D. Fenclovou, návrh solárního systému ing. J. Ogoun, výtvarníci S. Judl, H. Demartini, J. Zoubek, K. Vostárek, V.K. Novák)
- Interiéry motorestu Naháč, 1984, realizace 1985 (s arch. D. Fenclovou, arch. J. Štěrbou, výtvarníci I. Kafka, K. Gebauer)
- Rekonstrukce kostela Sv. Jakuba Staršího, Praha – Stodůlky, 1984 (s K. Vostárkem)
- Modlitebna koleje CČsH, Praha – Žižkov, 1986 (výtvarník K. Vostárek)
- Stálá expozice Julie Mezerové (s D. Fenclovou), variabilní mobiliář výstavní síně při Muzeu Boženy Němcové (s J. Borlem), Česká Skalice, 1987
- Muzeum textilu Česká Skalice, 1988–1989 (s J. Borlem)
- Expozitura Komerční banky, obřadní síň, v rámci rekonstrukce radnice Turnov, 1990 (výtvarník K. Vostárek)
- Expozitura KB, Česká Lípa, 1991
- Přírodní podmínky Benátecka, Benátky n. Jizerou, 1992 (s I. Kramlem, K. Vostárkem)
- Archeo-astronomická expozice, 1993, Benátky n. Jizerou (s K. Vostárkem)
- Vstupní foyer a výstavní síň muzea Mladá Boleslav, 1995
- Částečná rekonstrukce městského paláce Templ, Mladá Boleslav, 1997–1998 (s I. Kramlem, spolupráce TP-Diagnostika), Templum Archaelogicum et Historicum Boleslaviense, stálá interaktivní expozice, Mladá Boleslav, 1999 – 2000 (s I. Kramlem, grafika V. Kovářová, interaktivní projekce SDimension, hudba Š. Smetáček)
- Vlastní obytný (dvoj)dům, Chýně, 2001, realizace 2003
- Památník Bedřicha Smetany, myslivna Jabkenice, České muzeum hudby, NM, 2001–2002 (s K. Vostárkem)
- Interiéry radnice Prahy 13, Praha - Nové Butovice, 2003 (s K. Vostárkem)
- Obytný dům Hofman-house, Dolní Břežany, 2005
- Rekonstrukce a přístavba obecné školy v Chýni, 2006
- Přístavba a zobytnění podkroví rodinného domu, Chýně, 2007
- Herní park, projekt pro ÚR, Višňovka Chýně, 2008
- Rumcajsův svět Radka Pilaře, dětská interaktivní expozice, zámek Jičín, 2010 (s K. Vostárkem, spolupráce V. Kovářová)[4]
- Zahrada poznání, zahrada knihovny Václava Čtvrtka, Jičín, 2010
- Památník Petra Chelčického, Chelčice, 2010 (s D. Kovářovou)
- Komunitní centrum, architektonická návrh energeticky soběstačné dřevostavby, 2015 (nerealizováno)

### Literární práce

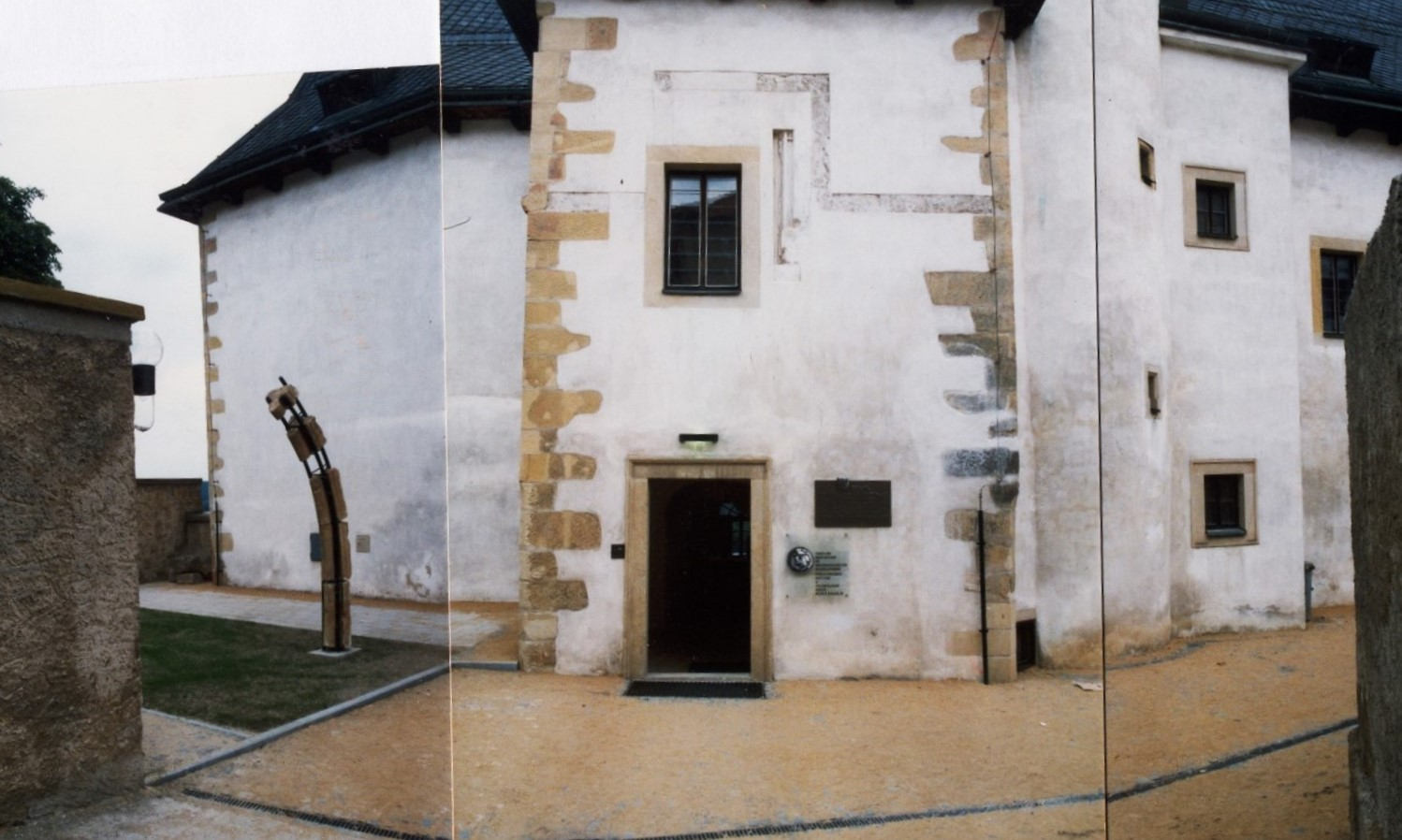
Templ Mladá Boleslav, předpolí, realizace, 2000 (s arch. I. Kramlem)

- Domeček, domek, dům, kniha o architektuře, stavění a sídlištích pro děti, text, ilustrace (spolupráce D. Fenclová), vydal Albatros, 1982
- Říkadla dětská, (někdy) neposlušná, 1980–2000, texty, ilustrace (nevydáno), některá říkadla vyšla časopisecky (Mateřídouška, Sluníčko)
- Básničky velmi vážné, 1980 – 2000, texty, ilustrace (nevydáno)
- Texty ve sbornících Terezín 80, Mezní situace (J. Sozanský), Zóna (J. Sozanský)
- Hájek náš osud, sborník miniesejů a kreseb, 2024, vydáno nákladem vlastním
- Naděje, Žák a já (Kniha o životě), 2024–2025Templ Mladá Boleslav, předpolí, skica, 2000

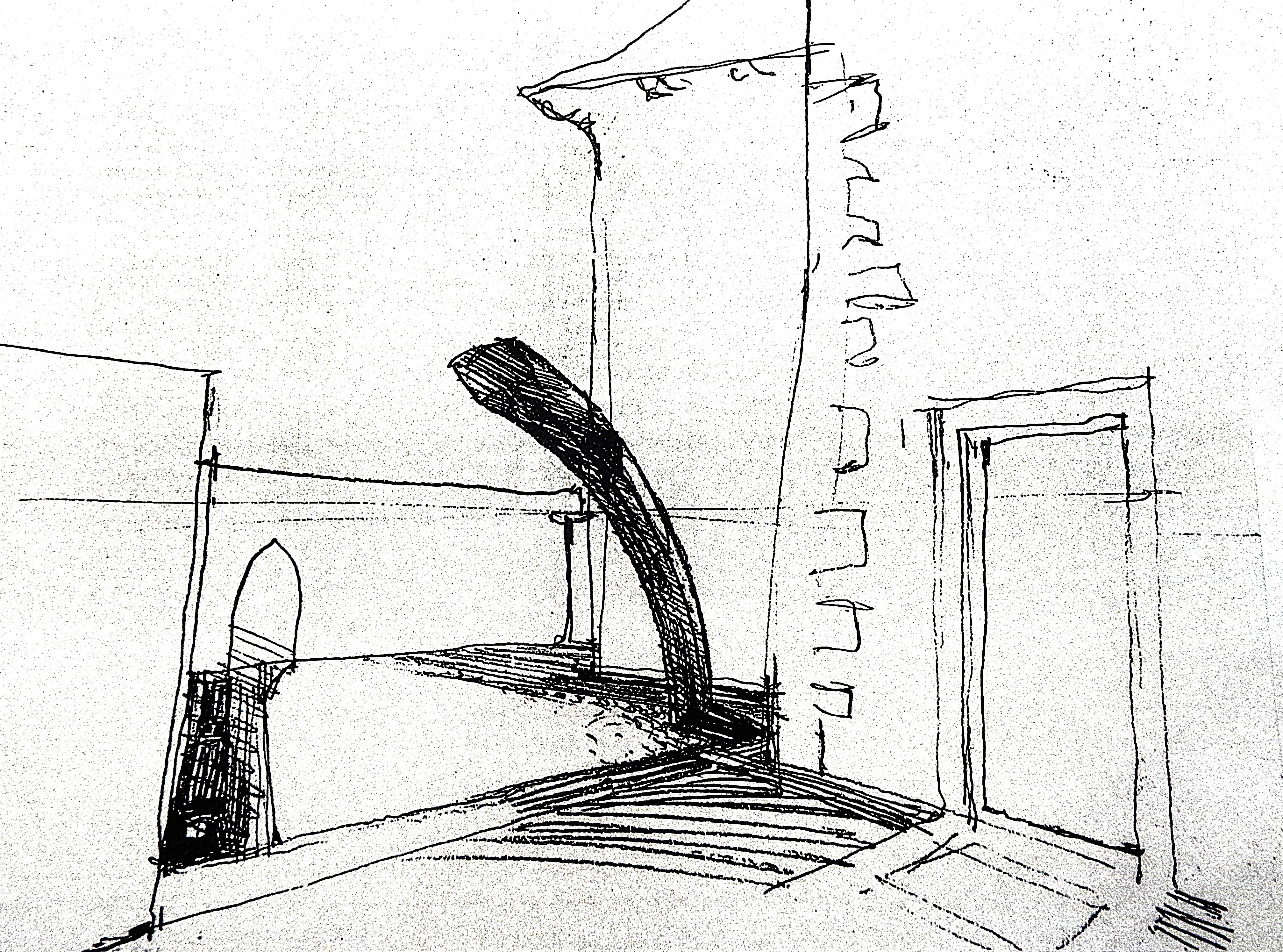
Templ Mladá Boleslav, předpolí, skica, 2000

### Výtvarná práce
- Kresby a malby 1970–1978
- Cyklus Terezín, objekty, kresby a fotografie, 1978–1980
- Cyklus Most, kresby a fotografie, 1981–1982
- Cyklus Krajiny mezních stavů, malby, kresby a fotografie, 1980–1985
- Deníky igelitového věku, koláže, kresby, 1985–1995
- Predátoři a oběti, kresby, tisky, 2010–2015
- Darts games in Hajek, kresby, tisky, kolem 2016

- Cyklus Koronaviry, kolorované kresby, tisky, 2019
- Cyklus My z hostince V Zátiší, portrétní kresby, 2024
- Cyklus Staré stromy, 2023–2024

### Účast na výstavách

#### Samostatné výstavy

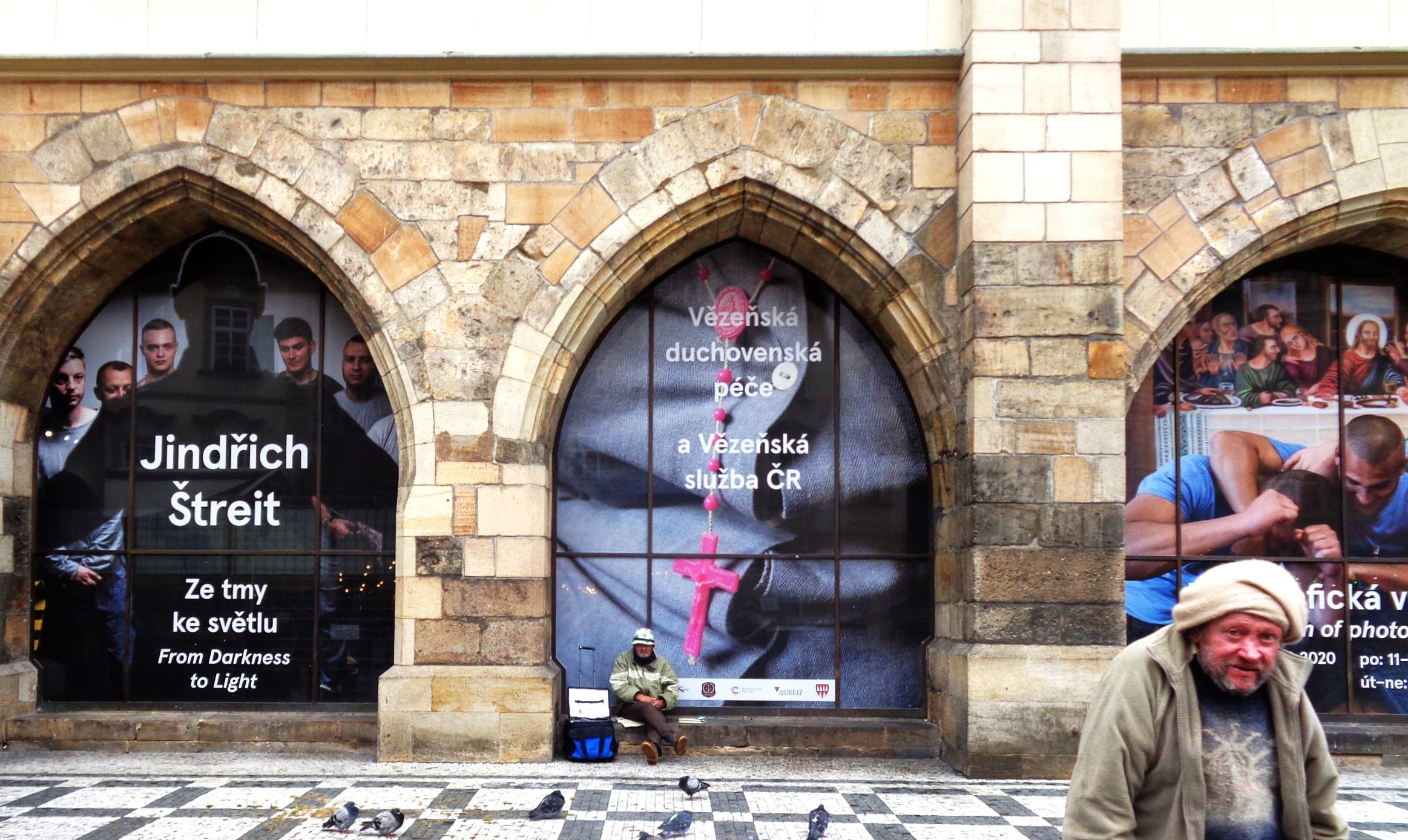
Ze tmy ke světlu, výstava fotografií J. Štreita, před Staroměstskou radnicí, Praha, 2019

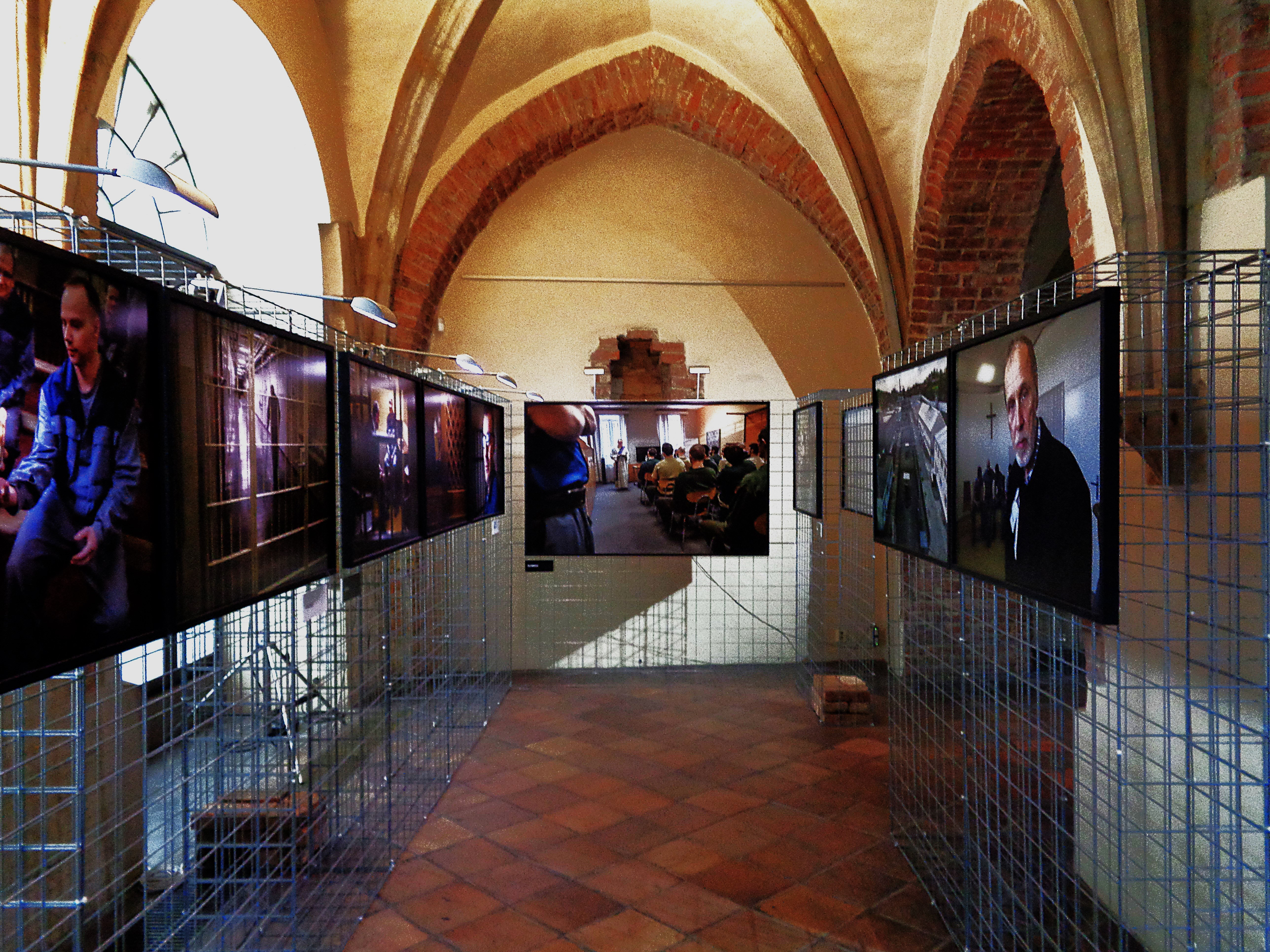
Ze tmy ke světlu, instalace výstavy fotografií Jindřicha Štreita, Staroměstská radnice Praha, 2019

- 1982 – Starý Most, fotografie, performance, divadlo Rubín, Praha - Malá Strana
- 2020 – Fragmenty, Petrkov 70, městský palác Templ, Mladá Boleslav[5]

#### Kolektivní výstavy
- 1980 – Terezín, terezínská Malá pevnost (po zahájení byla uzavřena)
- 1981 – Architekti, malíř a sochaři v ÚMCH, Praha – Petřiny
- 1982 – Staroměstské dvorky (neuskutečnila se), návrhy vystaveny v divadle Rubín
- 1982 – Starý Most, galerie Dobříš
- 1983 – Prostor, architektura, výtvarné umění, Ostrava, Černá louka (před zahájením byla zrušena)
- 1984 – Fotografie ze starého Mostu (s Hardem), Rokycany (po zahájení byla uzavřena)
- 1985 – HARD v ÚMCH, Praha – Petřiny
- 1985 – Minisalon (připravil Joska Skalník), Praha, USA
- 1986 –1989 - Výstavy fotoskupiny HARD a spřízněných autorů
- 1990 - Opakovaně Malovaná architektura, Urbanita, Roztoky u Prahy, Fragnerova galerie Praha
- 1988 – Pražský salón (prezentace souboru kreseb "Starý Most")
- 1990 – Staroměstské dvorky, retro instalace neuskutečněných (1982) instalací, Praha - Staré město
- 1991 – 2019 – opakovaně v rámci retrospektiv výsledků soukromého sympozia 1980, Malá pevnost Terezín
- 2024 – Architektura všem 1956–1989, NG Praha

## Ocenění
- For Arch 1991, cena nakladatelství Bertelsmann
- Čestné uznání GP OA 2001, parkánová zahrada Templu Mladá Boleslav, Stálá interaktivní expozice archeologie a historie města (s arch. I. Kramlem)
- Čestné uznání města Ml. Boleslav 2002 „Za zásluhy o rozvoj města Mladá Boleslav v letech 1998–2002

### Literatura

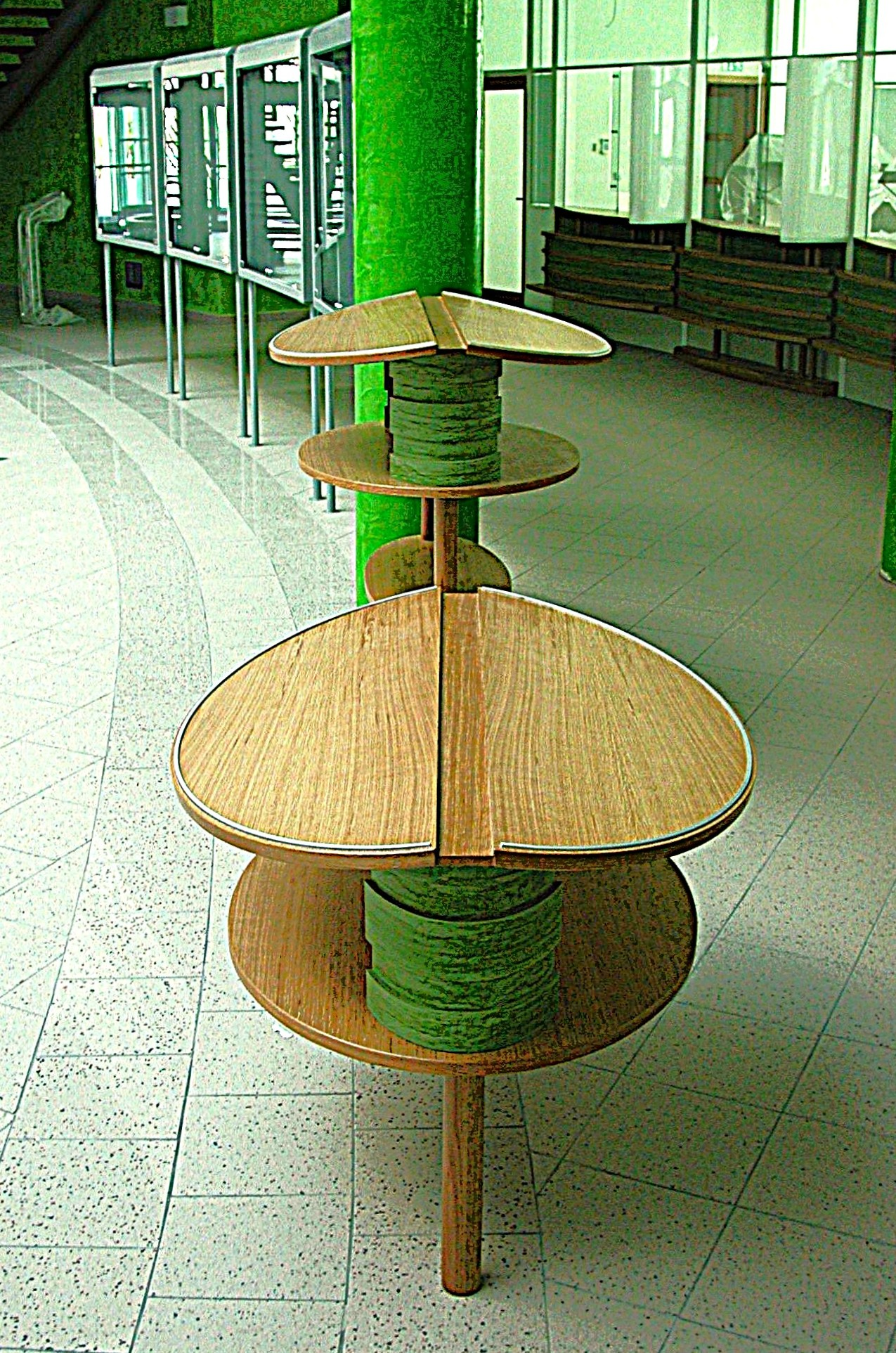
Interiéry radnice Prahy 13, atypické psací stolky, 2003 (s K. Vostárkem)

## Galerie

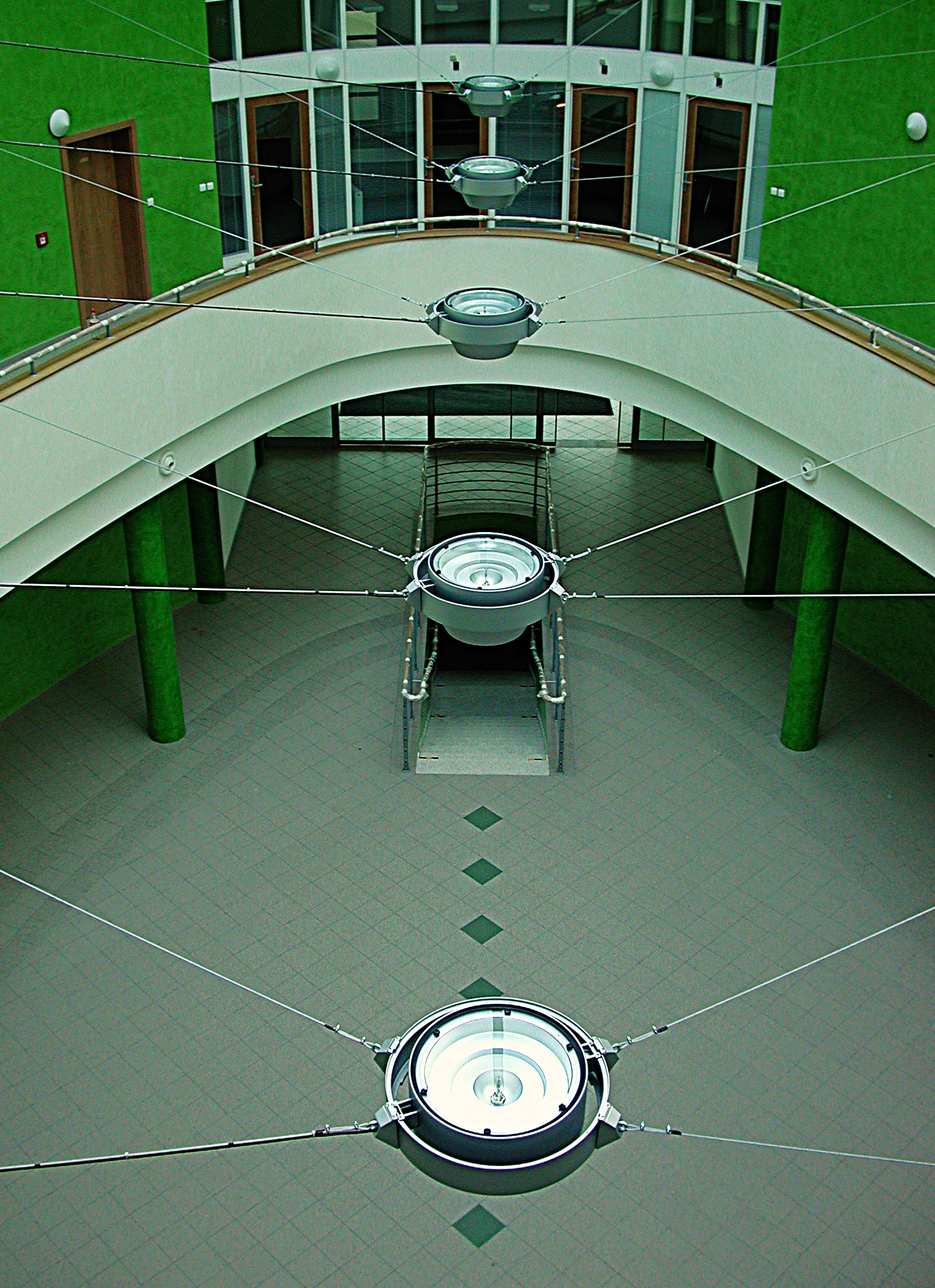
Interiéry radnice Prahy 13, hlavní hala, 2003 (s K. Vostárkem)

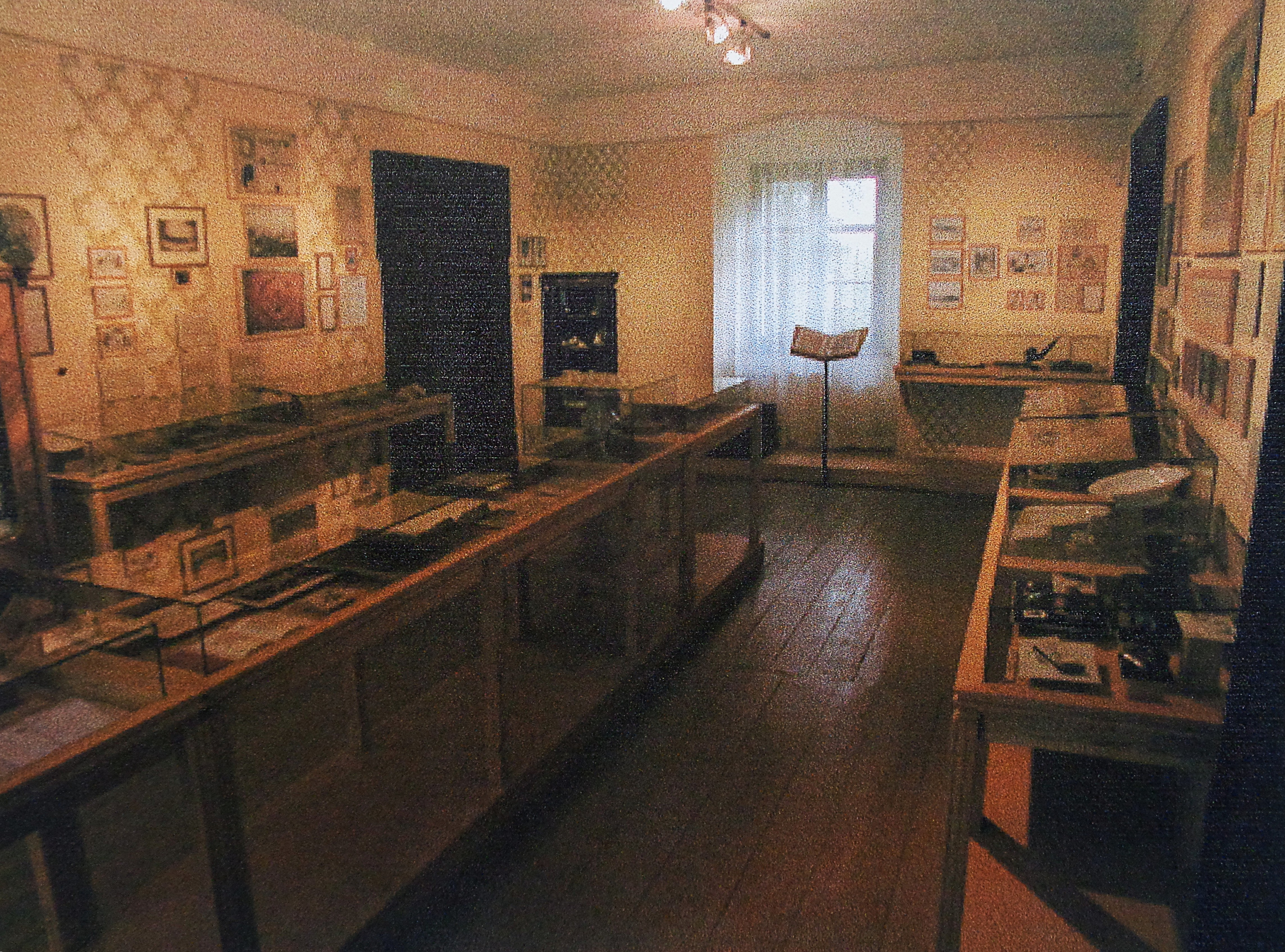
Památník B. Smetany, expozice, Jabkenice, 2003 (výtvarník K. Vostárek)
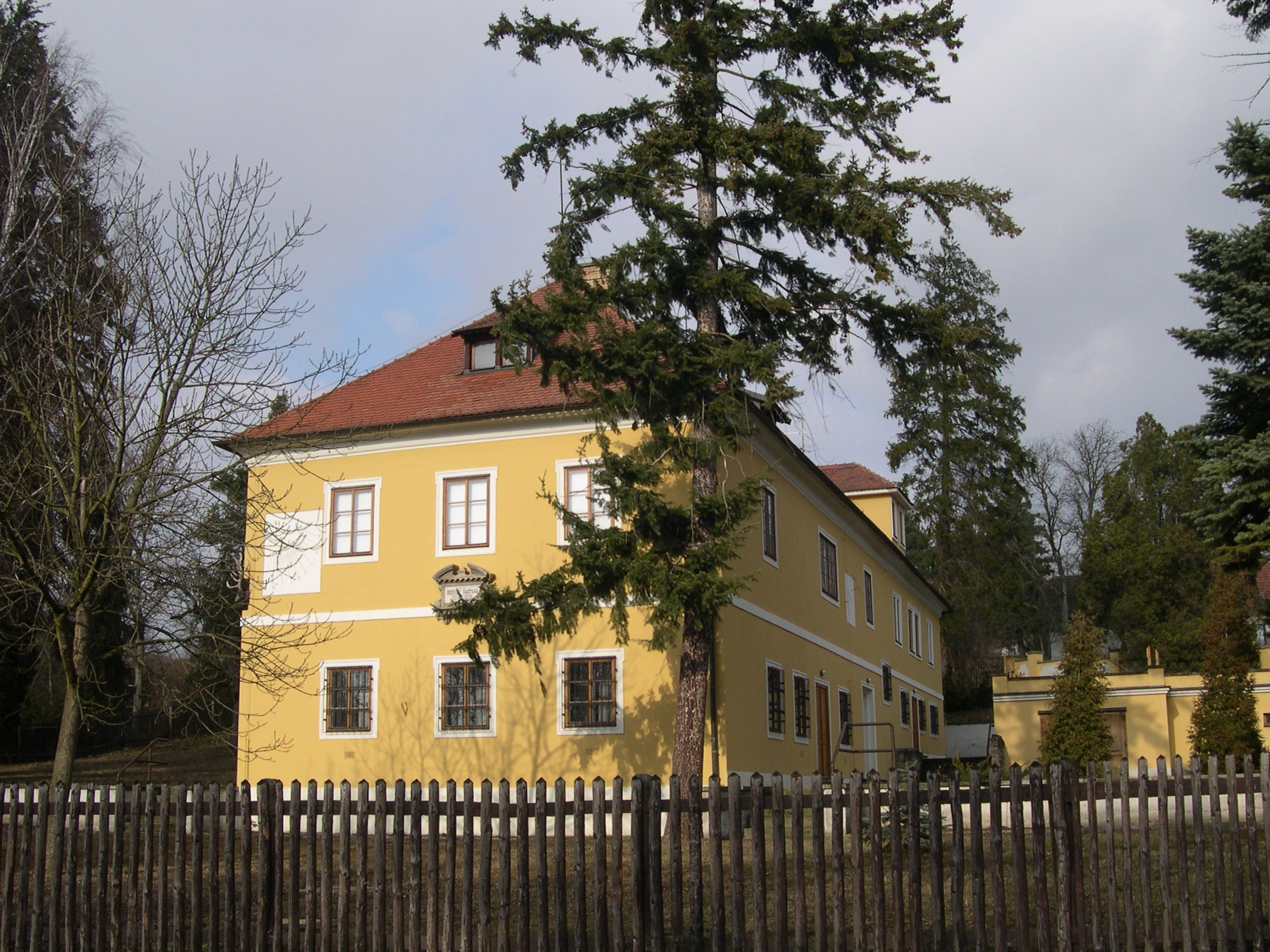
Památník B. Smetany, exteriér myslivny, Jabkenice, 2003 (výtv. K. Vostárek)
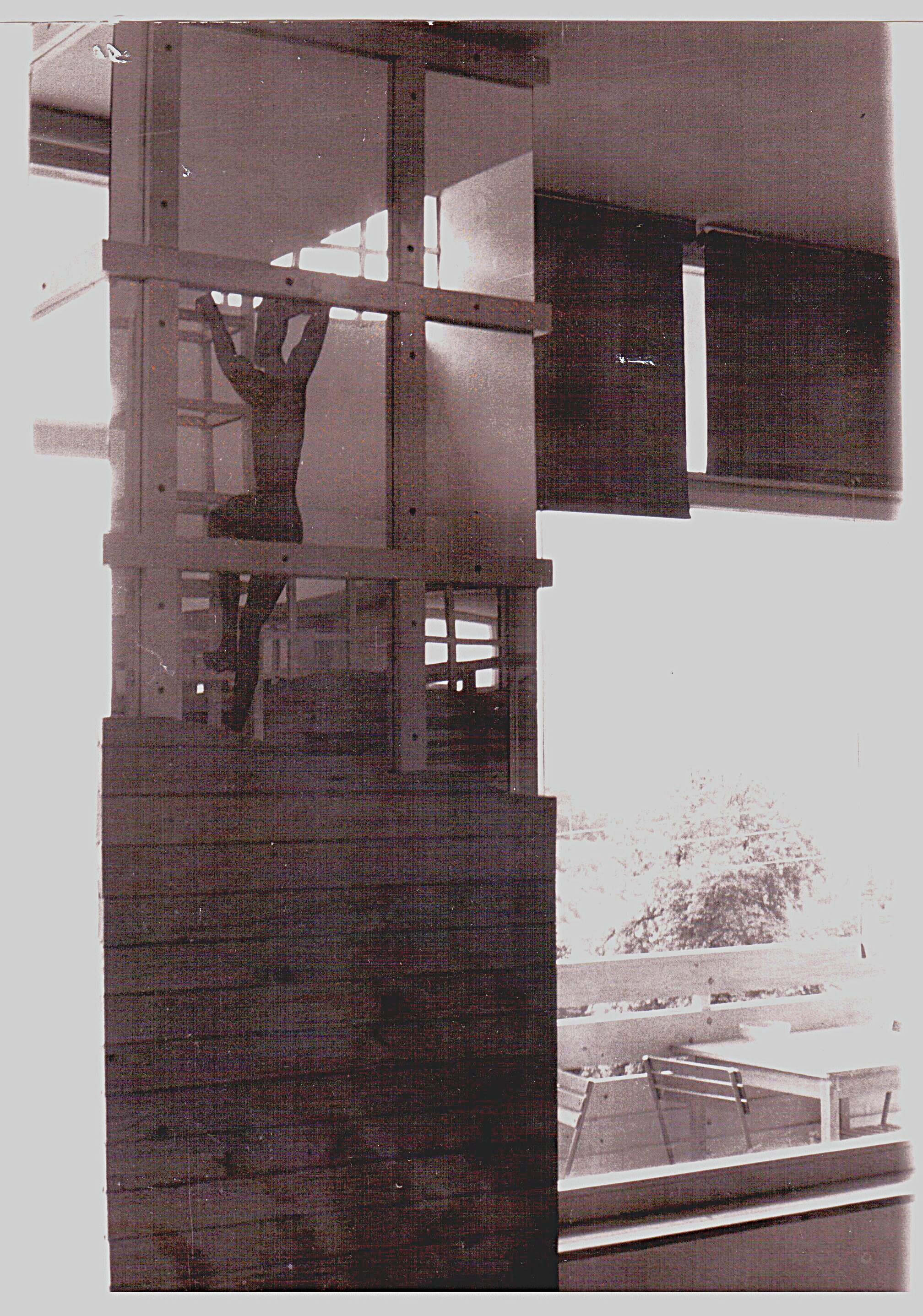
Interiéry motorestu Naháč, maketa plastiky Naháč Kurt Gebauer, 1985
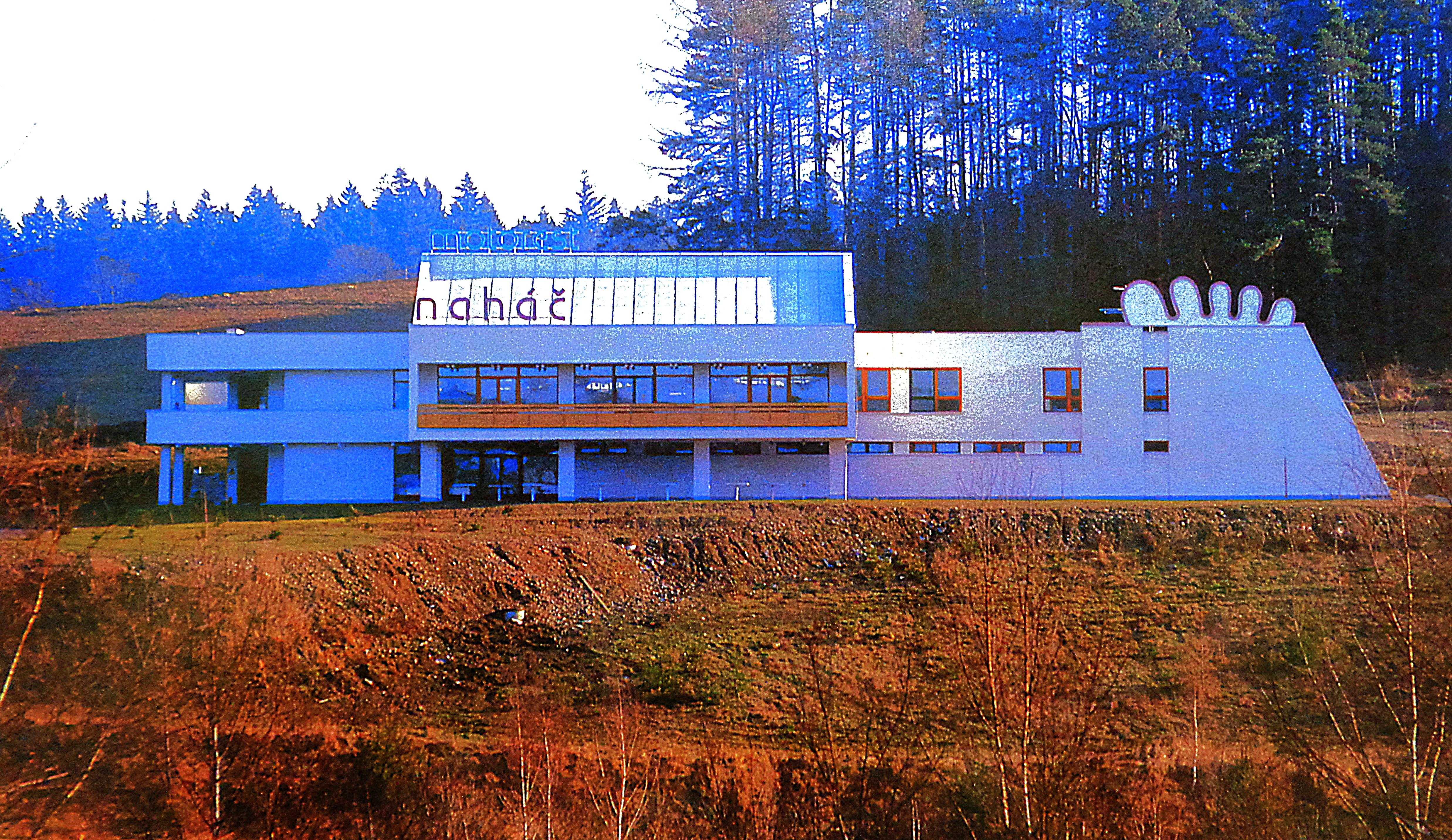
Interiéry motorestu Naháč, s D. Fenclovou. J. Štěrbou, výtvarníci K. Gebauer, I. Kafka, intervence do architektury exteriéru I. Kafka, 1985 (foto I. Kafka)
TEMPL MB, parkánová zahrada, interaktivní hřiště, 2000 (s arch. I. Kramlem)
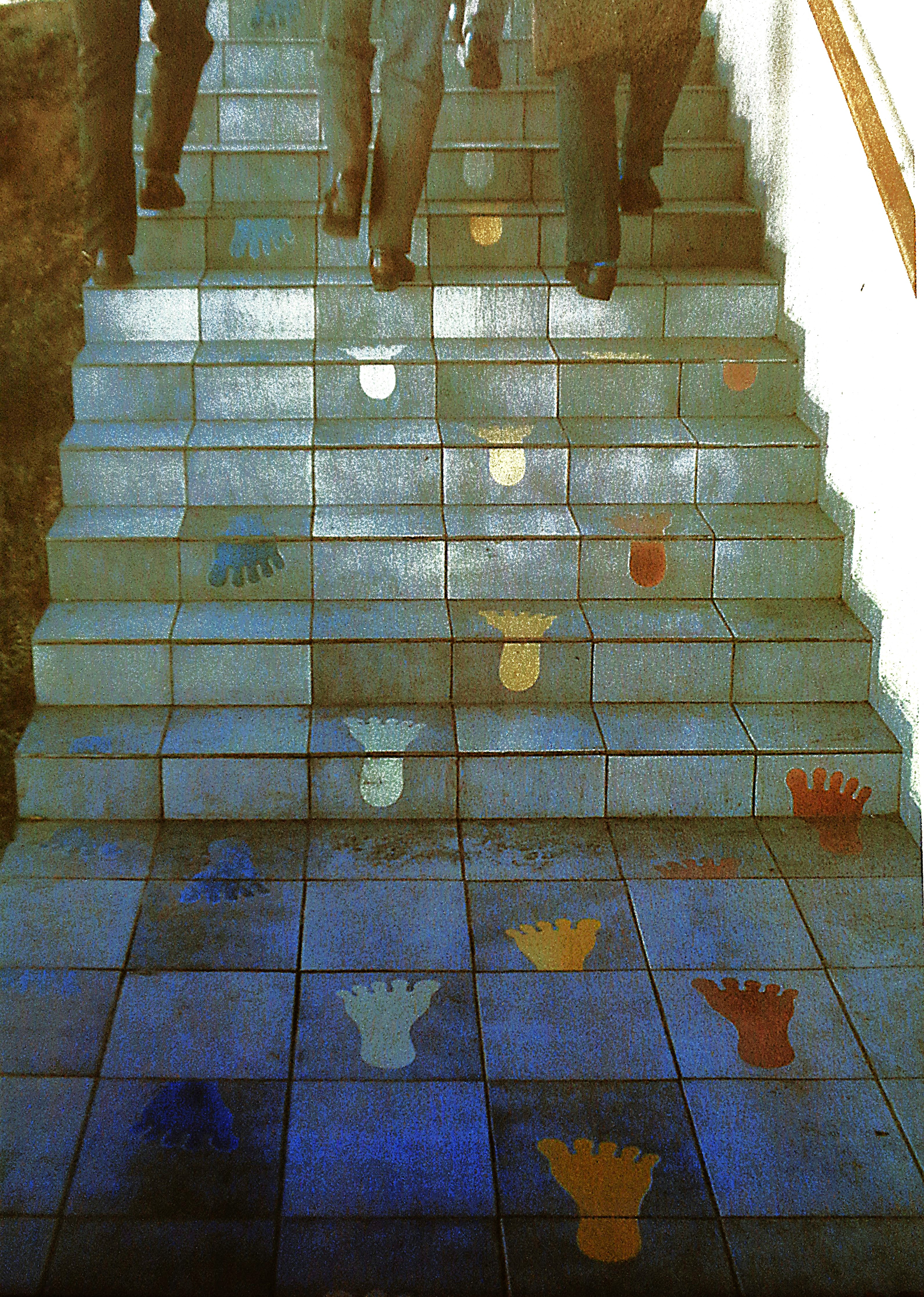
Interiéry motorestu Naháč, s D. Fenclovou. J. Štěrbou, výtvarníci K. Gebauer, I. Kafka, orientační systém návrh, realizace I. Kafka, 1985 (foto I. Kafka)
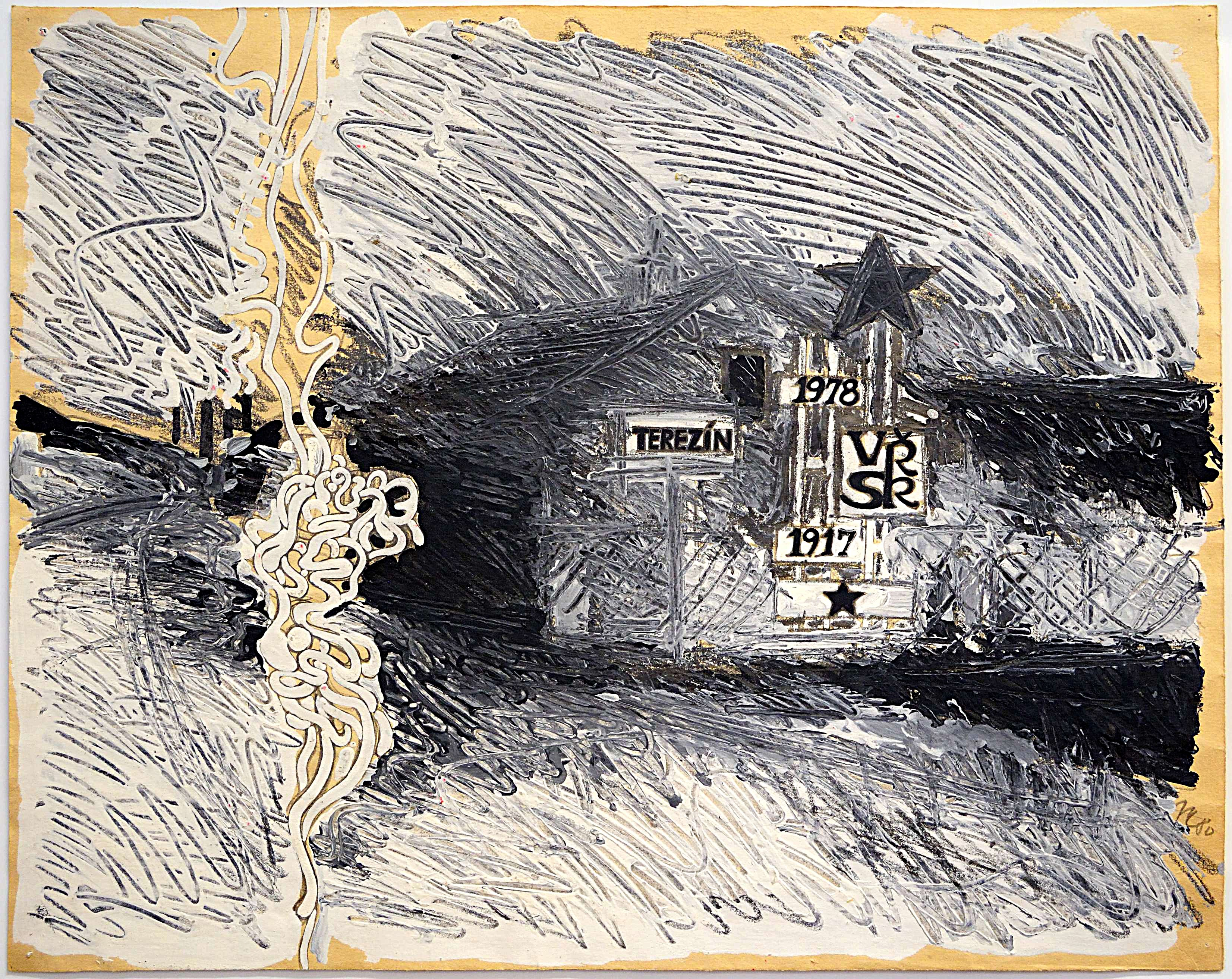
Terezínský motiv, tempera, 40 x 30 cm, 1980
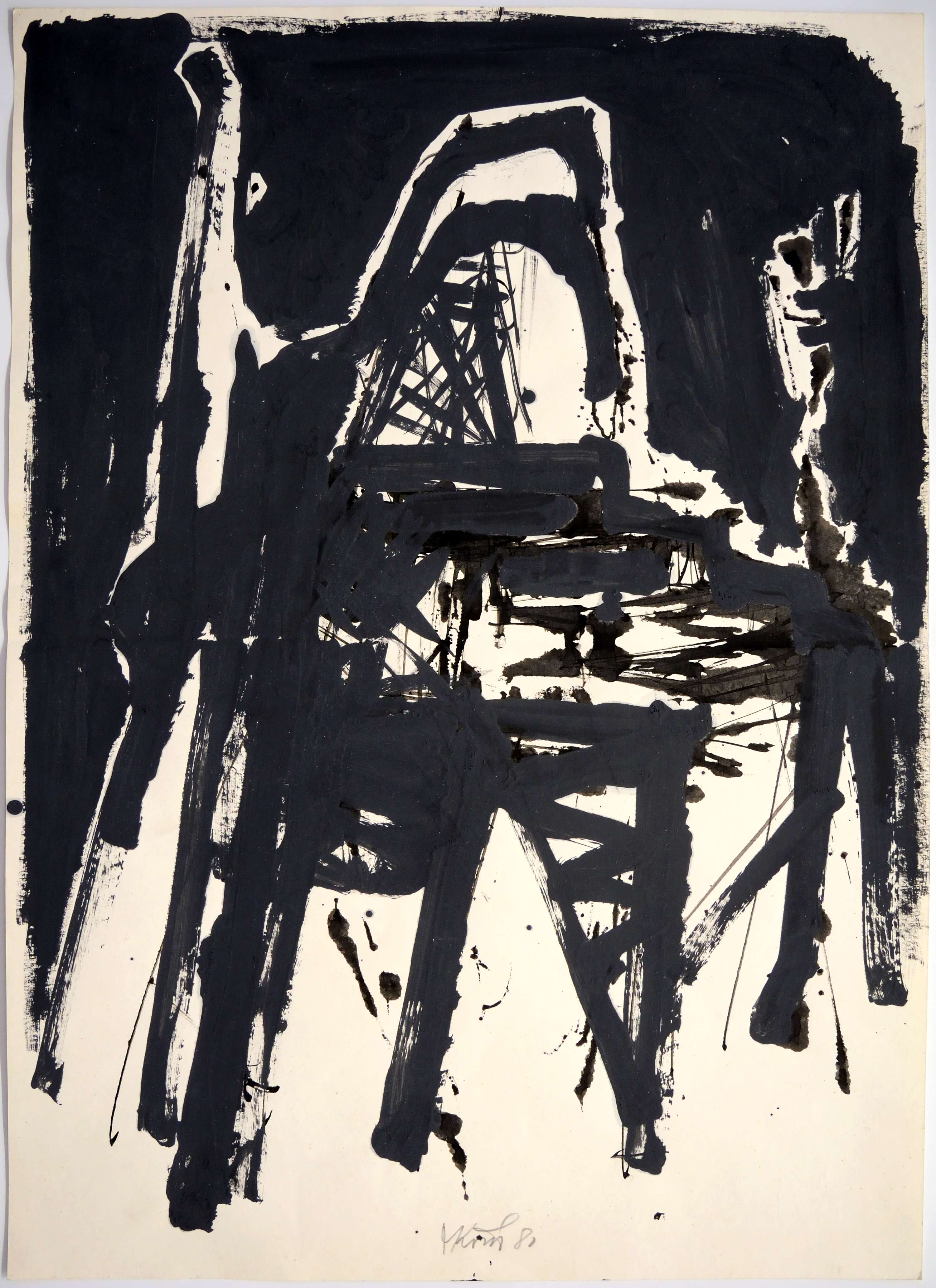
Monument II, kresba temperou, 42 x 30 c,m, Terezín 1980
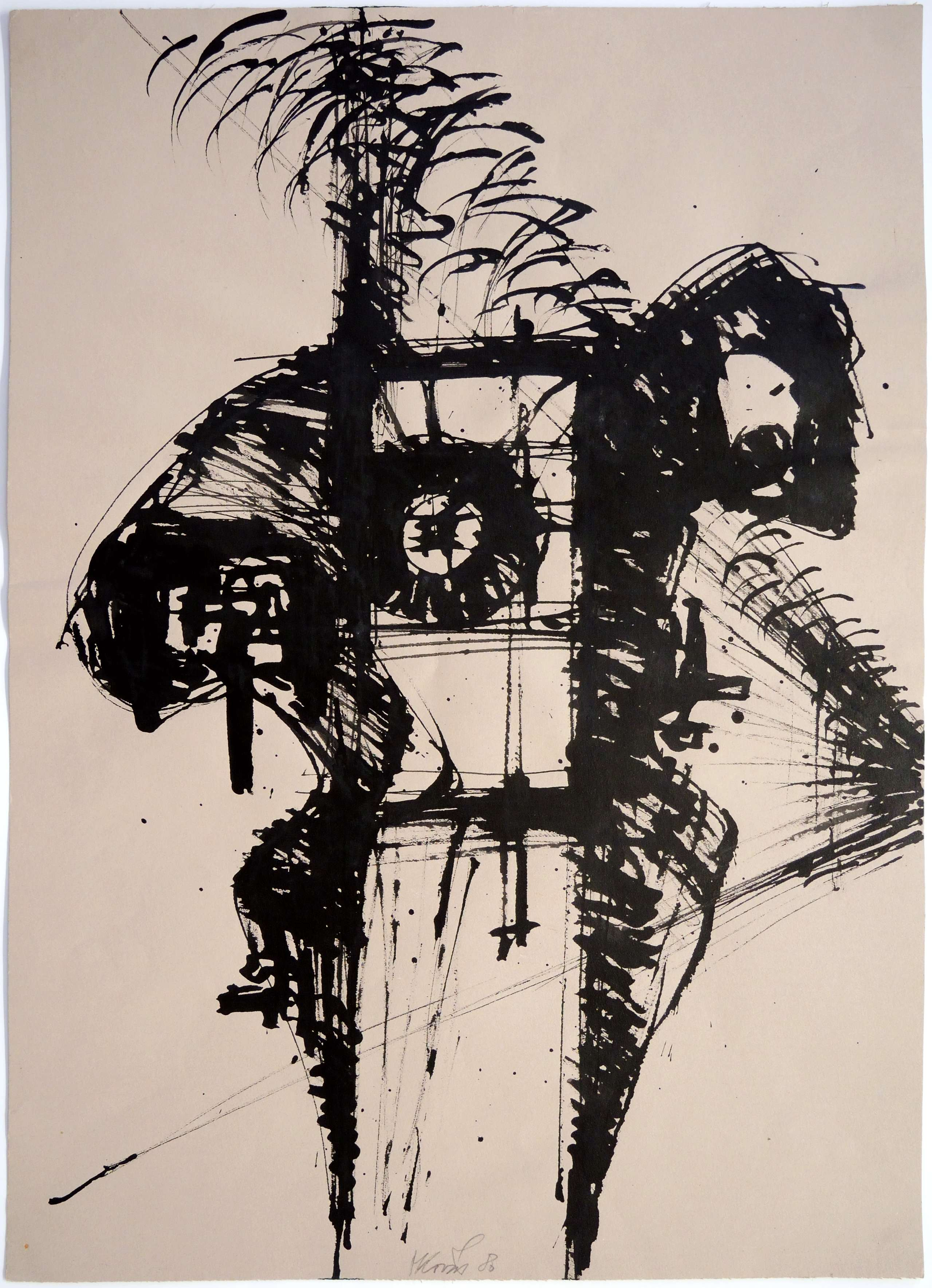
Dvě figury I, kresba tuší, 42 x 30, Terezín 198
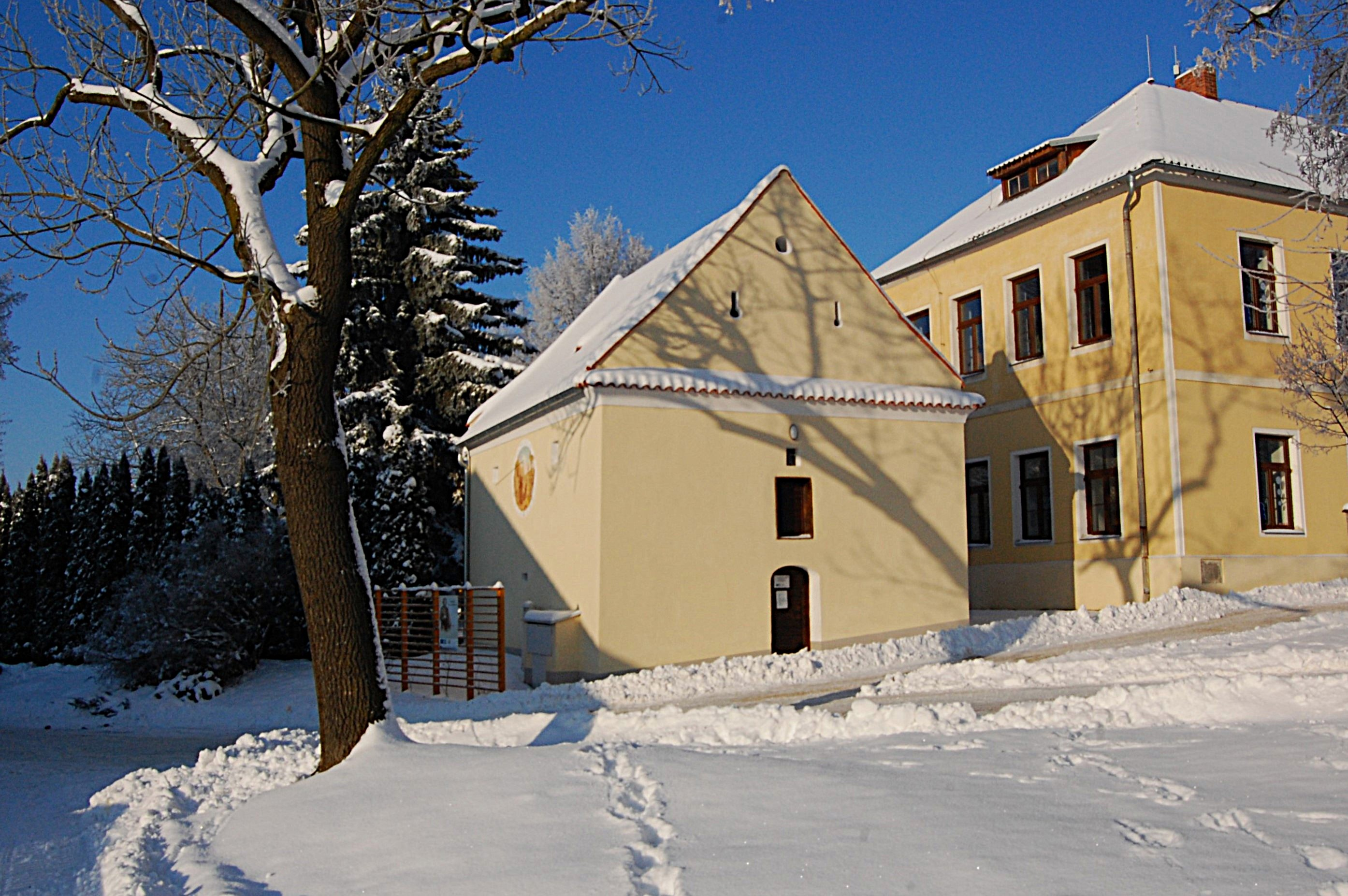
Památník Petra Chelčického, exteriér v zimě, Chelčice, s D. Kovářovou, 2010
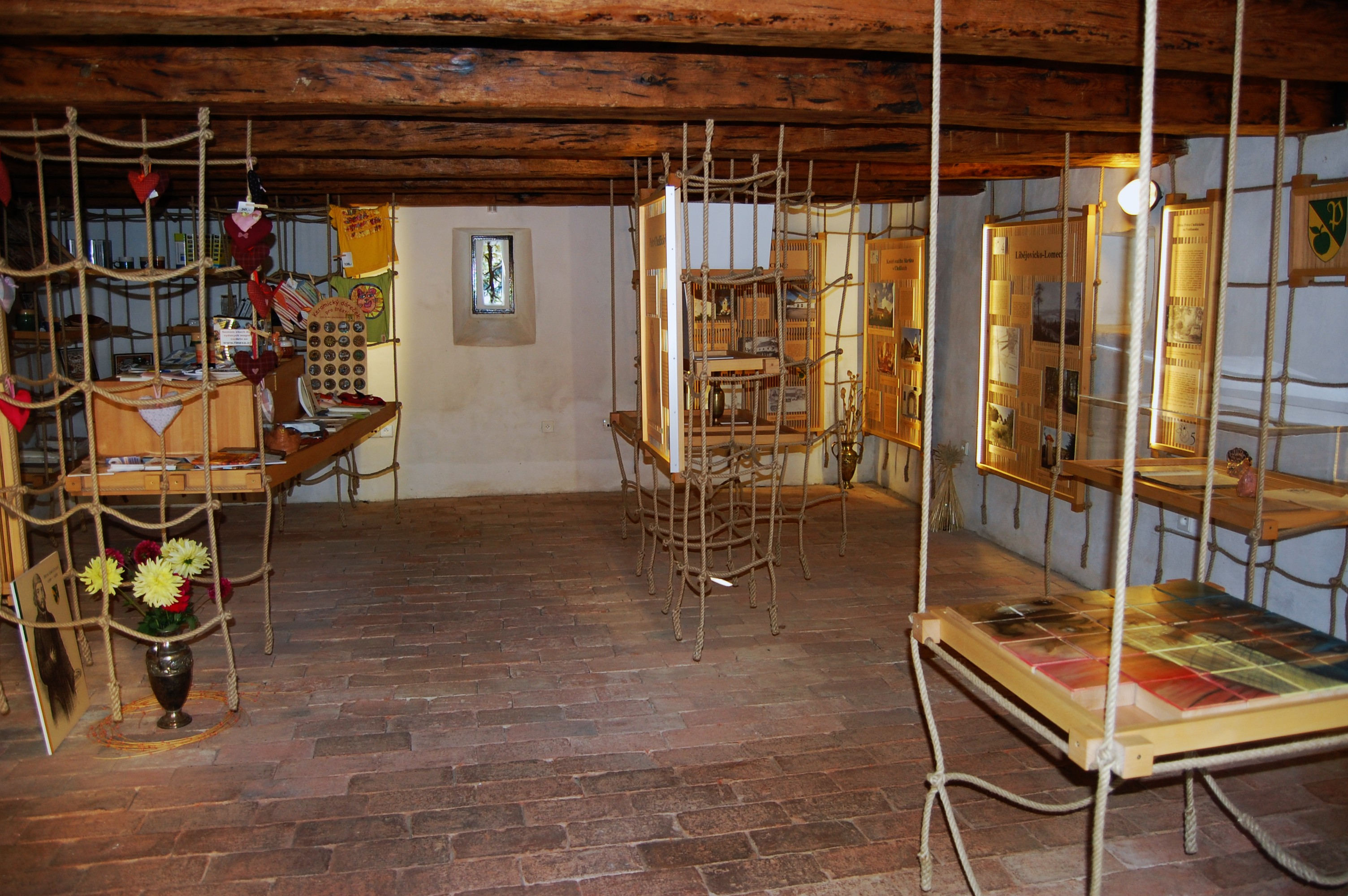
Památník Petra Chelčického, interiér přízemí - vstupní prostor, s arch. D. Kovářovou, Chelčice, 2010
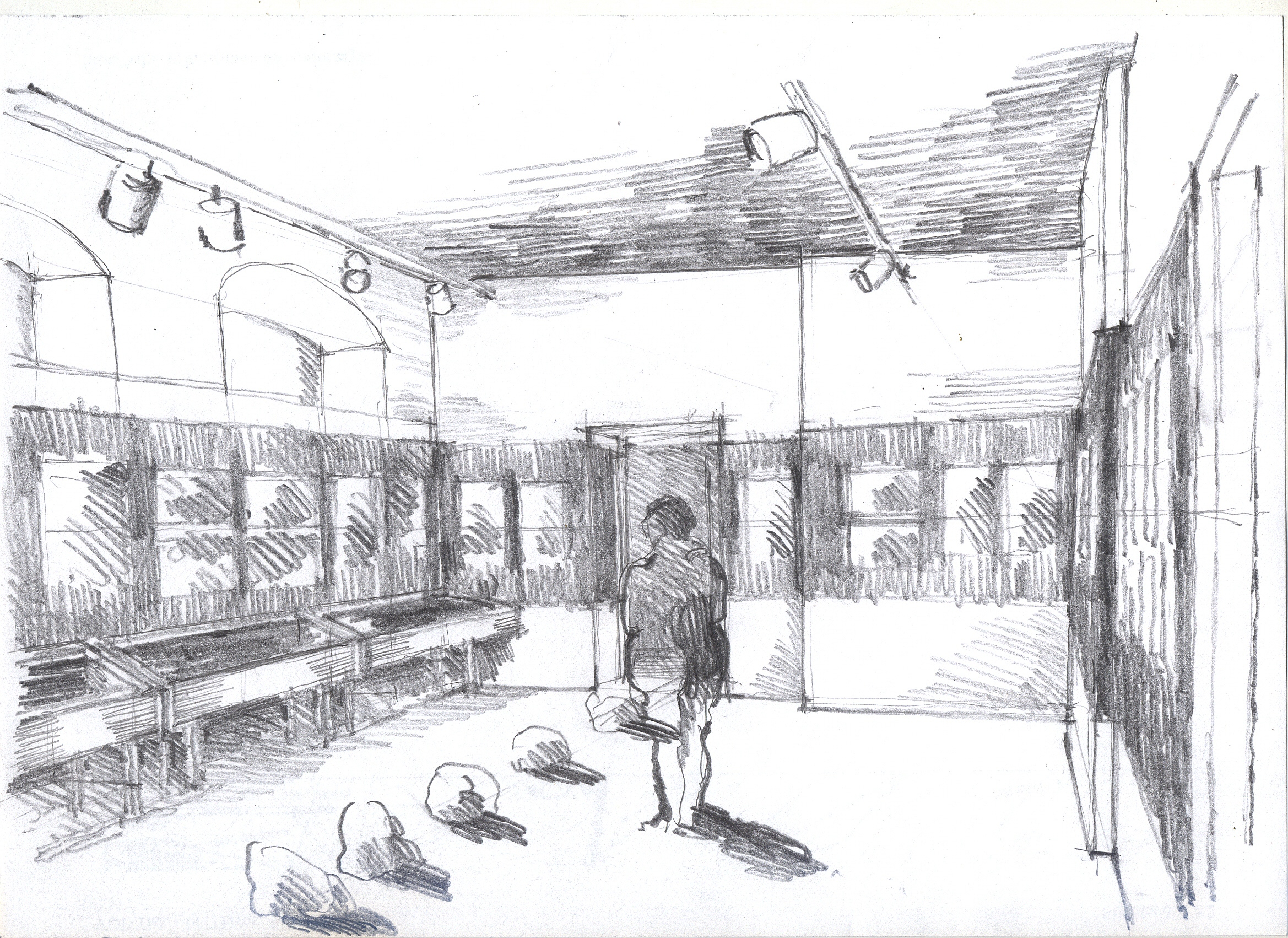
Instalace výstavy fotografií Ondřeje Šika, skica, Úpice, 2016
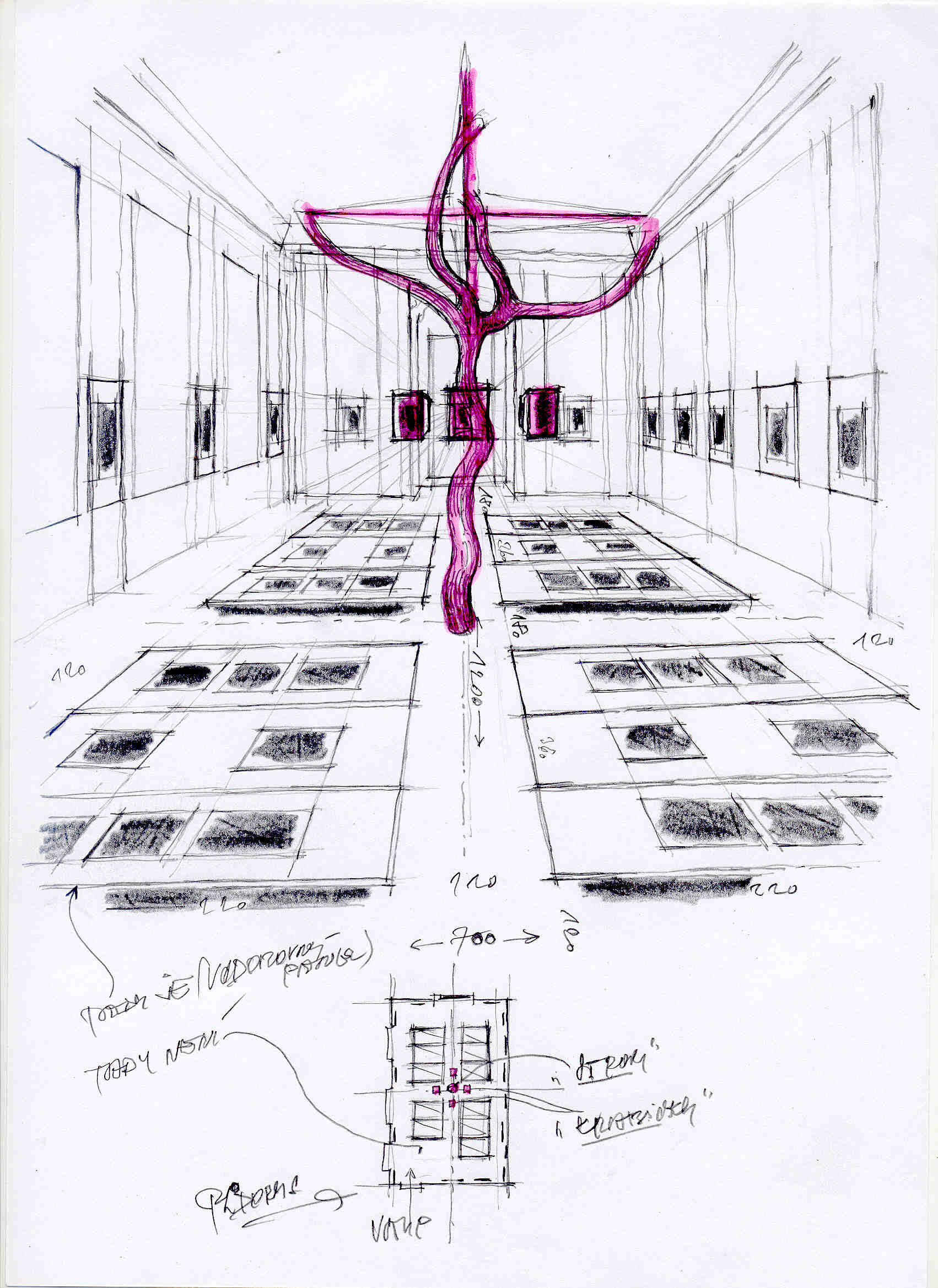
Výstava fotografií Ondřeje Šika, Muzeum umění a designu Benešov, návrh instalace, skica, 2015
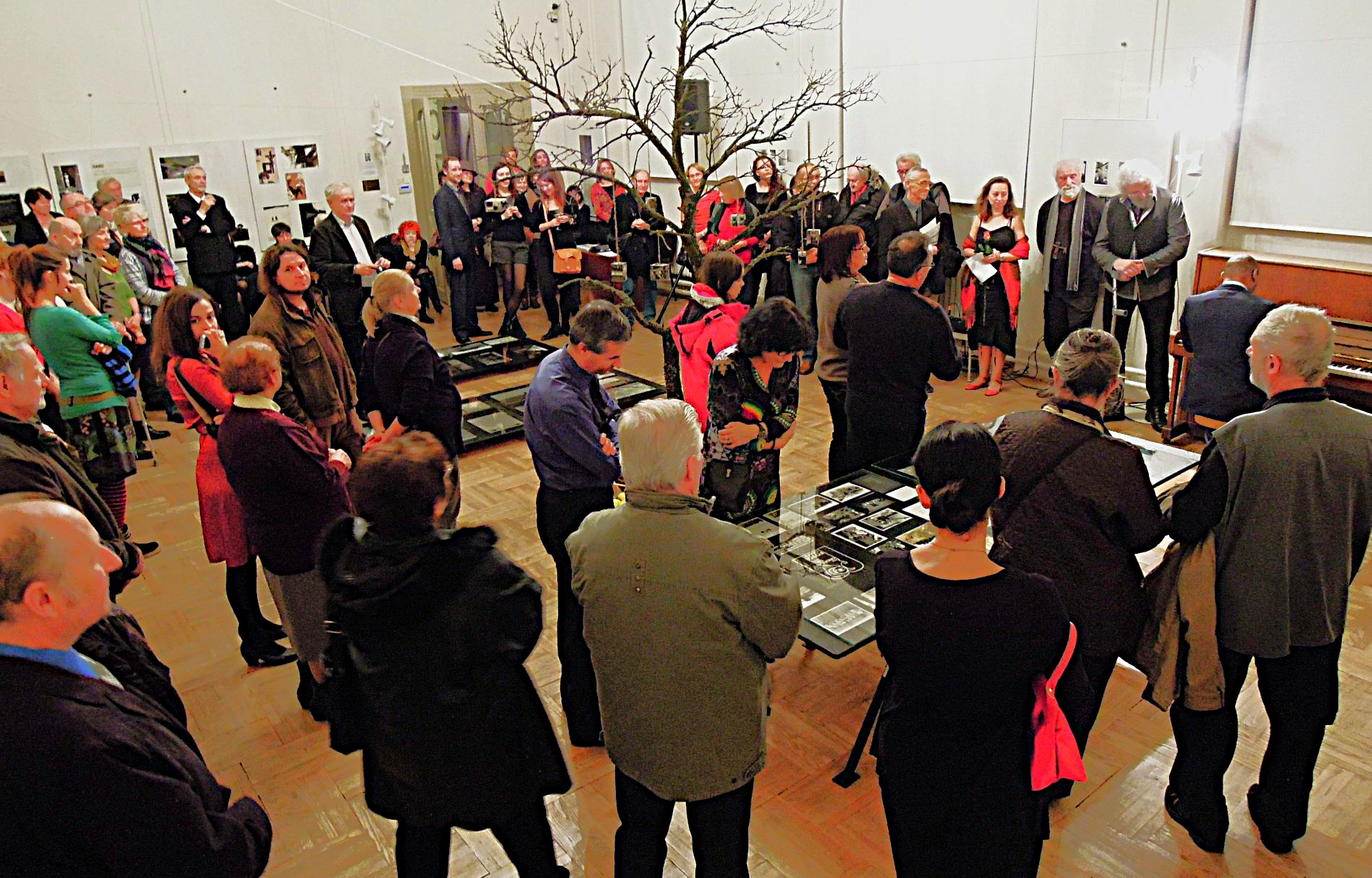
Instalace výstavy fotografií Ondřeje Šika, Muzeum umění a designu Benešov, vernisáž, 2015
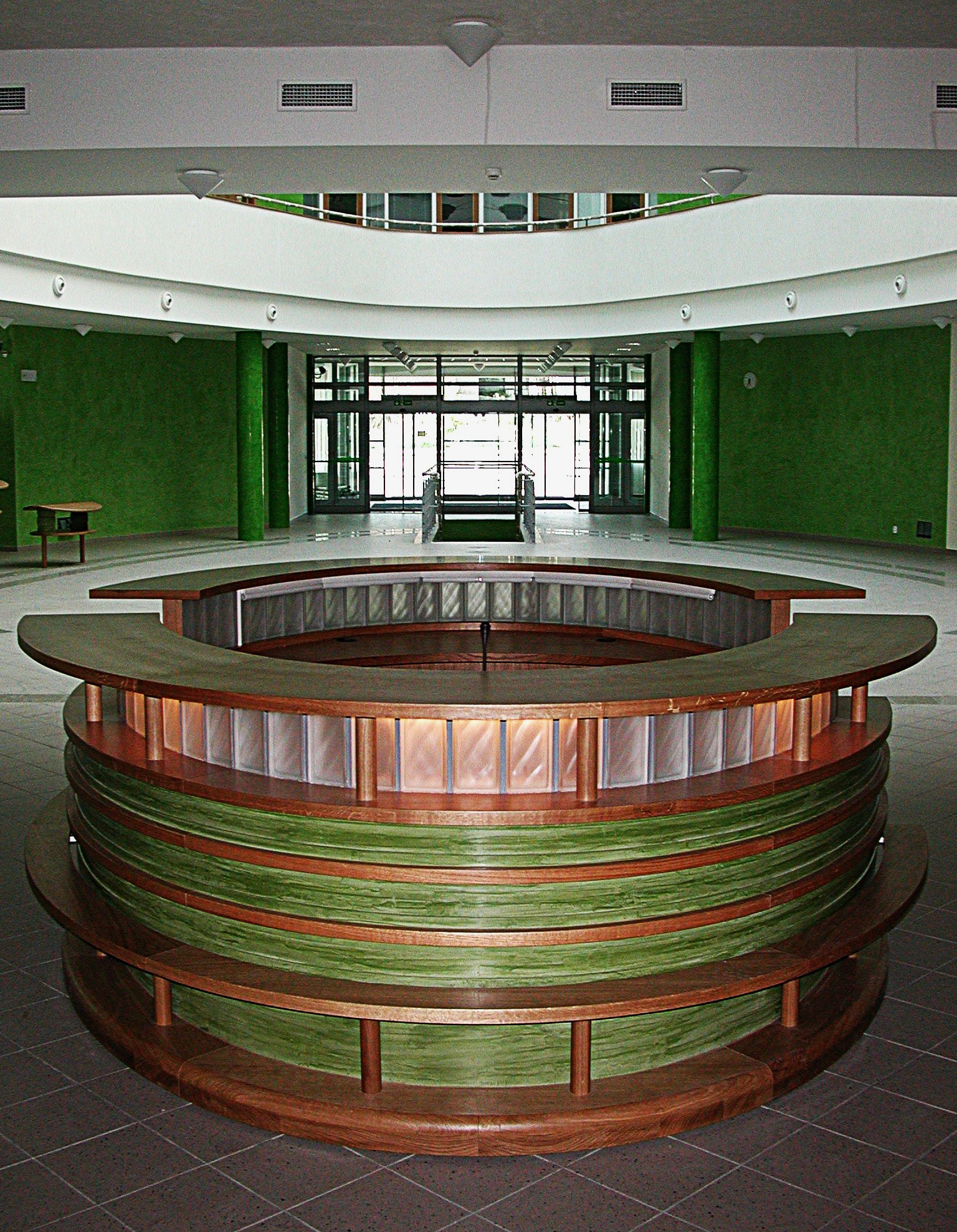
Interiéry radnice Prahy 13, recepce, 2003 (s K. Vostárkem)